# Jack Collison
Jack David Collison (Watford, 2 oktober 1988) is een Welsh-Engels voormalig voetballer die bij voorkeur als middenvelder speelde. Hij speelde onder andere voor West Ham United, waar hij doorstroomde vanuit de jeugdopleiding. Hij was als international actief bij het Welsh voetbalelftal.

## Clubcarrière
Collison speelde in de jeugdopleiding van Peterborough, Cambridge United en West Ham United.  Op 1 januari 2008 debuteerde hij voor The Hammers als invaller voor de geblesseerde Freddie Ljungberg tegen Arsenal. Op 11 april 2008 startte hij voor het eerst in de basiself door de blessure van Mark Noble. In juli 2008 tekende Collison een nieuw vijfjarig contract bij West Ham United. Op 8 november 2008 scoorde hij zijn eerste doelpunt in de Premier League. In december 2008 werd Collison beloond voor zijn sterke prestaties met een sterk verbeterd contract. Op 7 mei 2011 maakte Collison zijn wederoptreden na een zware knieblessure die hem 14 maanden uit de roulatie hield. Daardoor miste hij op één wedstrijd na het volledige seizoen 2010-2011. Begin juli 2012 blesseerde Collison zich opnieuw aan diezelfde knie. Pas midden december was hij terug volledig hersteld. In oktober 2013 speelde hij vier wedstrijden op uitleenbasis voor Bournemouth en in 2014 werd hij uitgeleend aan Wigan Athletic FC. In september 2014 tekende hij bij Ipswich Town, op dat moment uitkomend in de Football League Championship. Hij zou voor die club echter geen competitieduels spelen. Op 27-jarige leeftijd beëindigde Collison zijn voetbalcarrière vanwege aanhoudend blessureleed. Op dat moment stond hij onder contract bij Peterborough United FC.

## Interlandcarrière
Collison werd geboren in het Engelse Watford. Zijn grootvader is afkomstig uit Wales, waardoor hij ook voor het Welsh voetbalelftal mag uitkomen. Op 29 mei 2008 debuteerde Collison voor Wales in een vriendschappelijke wedstrijd tegen IJsland. Nadien speelde hij verschillende oefeninterlands. Pas op 6 september 2011 speelde hij zijn eerste officiële interland voor Wales tegen Engeland. Daarmee kwam er een einde aan de vele speculaties over zijn toekomst op internationaal niveau.